# Adolf Fryderyk
Adolf Fryderyk szw. Adolf Fredrik (ur. 14 maja 1710 w Szlezwiku, zm. 12 lutego 1771 w Sztokholmie) – król Szwecji od 1751.

## Życiorys
Pochodził z niemieckiego rodu Holstein-Gottorp. W latach 1727–1750 był księciem-biskupem Lubeki i opiekunem małoletniego księcia holsztyńskiego Karola Piotra Ulryka (późniejszego cara Rosji Piotra III). W 1743 przez stronnictwo kapeluszy został wybrany następcą tronu szwedzkiego.
W czasie jego panowania praktycznie pełnia władzy spoczęła w rękach riksdagu. W 1755 próbował z pomocą żony (siostry Fryderyka Wielkiego) wzmocnić swą pozycję, lecz omal nie stracił przy tym zupełnie władzy. W 1766 władzę przejęła partia czapek, usiłująca sprowadzić rolę króla do minimum. W 1769 na szczęście dla króla władzę odzyskała bardziej umiarkowana partia kapeluszy.
Rozpoczął budowę kościoła Adolfa Fryderyka w Sztokholmie.
Król zmarł 12 lutego 1771 na atak serca, którego doznał po dość obfitym posiłku. Skonsumował wtedy kolejno homara, kawior, wędzone śledzie, kiszoną kapustę, zupę kapuścianą, szampana i czternaście porcji swego ulubionego deseru – semli – słodkich bułek zamoczonych w gorącym mleku. W ostatnich chwilach życia w ramionach trzymał go minister Axel von Fersen.
Adolf Fryderyk jest dziś pamiętany głównie dlatego, że to jego dziełem było zniesienie cenzury w Szwecji (1766).

## Potomstwo
Jego potomstwo z małżeństwa z Ludwiką Ulryką Hohenzollern (córką króla Prus – Fryderyka Wilhelma I):
- Gustaw III (1746–1792), król Szwecji w latach 1771–1792
- Karol XIII (1748–1818), król Szwecji w latach 1809–1818
- Fryderyk Adolf (1750–1803), książę Östergötland
- Zofia Albertyna (1753–1829), księżniczka Szwecji i od 1814 księżniczka Norwegii

## Odznaczenia
- 2. Wielki Mistrz Orderu Serafinów (odznaczony w 1748)[1]
- 2. Wielki Mistrz Orderu Gwiazdy Polarnej[1]
- 2. Wielki Mistrz Orderu Miecza[1]
- Order Świętej Anny (1735, Holsztyn)[1]
- Order Świętego Andrzeja (1742, Rosja)[1]
- Order Świętego Aleksandra (1742, Rosja)[1]
- Order Orła Czarnego (1744, Prusy)
- Order Słonia (1752, Dania)[1]